# Otoyol 2
Die Autobahn Otoyol 2 (türkisch İstanbul – Fatih Sultan Mehmet Köprüsü - Anadolu Otoyolu, kurz O-2) ist die äußere Stadtautobahn der türkischen Stadt Istanbul. Zwei Kilometer der Autobahn sind beidseitig dreispurig ausgebaut, die restlichen 34 Kilometer beidseitig vierspurig. Zu den Anschlussstellen Metris, Hasdal und Levent führen Autobahnzubringer mit je zwei Spuren je Richtung. 
Ein wesentliches Bauwerk der Straße ist die 1988 eröffnete Fatih-Sultan-Mehmet-Brücke.